# Turpial d'Audubon
El turpial d'Audubon (Icterus graduacauda) és un ocell de la família dels ictèrids (Icteridae).

## Hàbitat i distribució
Habita matolls amb mezquite, bosc obert, horts, ciutats i boscos de ribera de les terres baixes del sud dels Estats Units i Mèxic des del sud de Texas, Nuevo León, Tamaulipas, San Luis Potosí, Nayarit, Jalisco i Guanajuato, cap al sud, a través de les terres altes, fins Chiapas.